# Postalveolar

Postalveolarer Frikativ

Artikulationsort eines postalveolaren Konsonanten

Als postalveolar oder palatoalveolar werden in der Phonologie diejenigen Konsonanten bezeichnet, deren Artikulationsort sich direkt hinter dem Zahnfach (Zahndamm, Alveole) befindet.
Postalveolare in der deutschen Sprache sind z. B. das sch [⁠ʃ⁠] in schön oder der Laut des zweiten g [⁠ʒ⁠] in Garage.

Sagittalebene der menschlichen Mundhöhle, Oropharynx und Larynopharynx. Artikulationsorte (aktiv und passiv): 1 exolabial (äußerer Teil der Lippe), 2 endolabial (innerer Teil der Lippe), 3 dental (Zähne), 4 alveolar (vorderer Teil des Zahndamms), 5 postalveolar (hinterer Teil des Zahndamms und ein wenig dahinter), 6 präpalatal (vorderer Teil des harten Gaumens)
7 palatal (harter Gaumen), 8 velar (weicher Gaumen), 9 uvular (auch postvelar; Gaumenzäpfchen), 10 pharyngal (Rachen), 11 glottal (auch laryngal; Stimmbänder), 12 epiglottal (Kehldeckel), 13 radikal (Zungenwurzel), 14 posterodorsal (hinterer Teil der Zunge), 15 anterodorsal (vorderer Teil der Zunge), 16 laminal (Zungenblatt), 17 apikal (Zungenspitze), 18 sublaminal (auch subapical; Unterseite der Zunge)

| IPA | Beschreibung                        | Beispiel | Beispiel     | Beispiel | Beispiel               |
| IPA | Beschreibung                        | Sprache  | Schreibweise | AFI      | Bedeutung (Signifikat) |
| --- | ----------------------------------- | -------- | ------------ | -------- | ---------------------- |
|     | Stimmloser postalveolarer Frikativ  | Englisch | ship         | [ʃɪp]    | „Schiff“               |
|     | Stimmhafter postalveolarer Frikativ | Englisch | vision       | [vɪʒən]  | „Vision“               |
|     | stimmloser postalveolarer Affrikat  | Englisch | chip         | [tʃɪp]   | „Chip“                 |
|     | stimmhafter postalveolarer Affrikat | Englisch | jug          | [dʒʌɡ]   | „Krug“                 |
|     | apikaler (post)alveolarer Klick     | Nama     | !oas         | [k͡!oas]  | „Loch“                 |
|     | postalveolarer Klick                | !Kung    | ǂua          | [k͡ǂwa]   | „Nachmachen“           |